# Nowe Kiejkuty (gromada)
Nowe Kiejkuty – dawna gromada, czyli najmniejsza jednostka podziału terytorialnego Polskiej Rzeczypospolitej Ludowej w latach 1954–1972.
Gromady, z gromadzkimi radami narodowymi (GRN) jako organami władzy najniższego stopnia na wsi, funkcjonowały od reformy reorganizującej administrację wiejską przeprowadzonej jesienią 1954 do momentu ich zniesienia z dniem 1 stycznia 1973, tym samym wypierając organizację gminną w latach 1954–1972.
Gromadę Nowe Kiejkuty z siedzibą GRN w Nowych Kiejkutach utworzono – jako jedną z 8759 gromad na obszarze Polski – w powiecie szczycieńskim w woj. olsztyńskim na mocy uchwały nr 27 WRN w Olsztynie z dnia 4 października 1954. W skład jednostki weszły obszary dotychczasowych gromad Nowe Kiejkuty, Stare Kiejkuty, Kaspry i Trelkowo ze zniesionej gminy Rańsk w tymże powiecie. Dla gromady ustalono 9 członków gromadzkiej rady narodowej.
1 stycznia 1958 do gromady Nowe Kiejkuty włączono wieś Jabłonka i leśniczówkę Kulka ze zniesionej gromady Olszewki w tymże powiecie.
Gromadę zniesiono 1 stycznia 1960, a jej obszar włączono do gromady Orzyny w tymże powiecie.